# В'єтнамська імперія
В'єтна́мська імпе́рія (в'єт. Đế quốc Việt Nam; клас. кит. та тодіш. яп.: 越南帝國; сучасн. яп.: ベトナム帝国, Betonamu Teikoku)  — держава у В'єтнамі, що виникла наприкінці Другої світової війни й існувала з 11 березня по 23 серпня 1945 року. Столицею В'єтнамської імперії було місто Хюе.
Більшість істориків західних країн, колишнього СРСР, КНР і Республіки Китай тенденційно визначають її як «маріонеткову державу» Японії.

## Історія
9 березня 1945 року почали поширюватися чутки про можливе вторгнення американських військ у В'єтнам. Внаслідок цього в той же день Японія (війська якої були присутні на території Індокитаю починаючи з 1940 року) окупувала В'єтнам, частково витіснивши звідти французьку колоніальну адміністрацію та встановивши лояльний маріонетковий режим, очолюваний Бао Даєм. Японська військова влада у меморандумі, переданому японським послом, вимагає від французів передати владу новій в'єтнамській адміністрації.[1][3] 11 березня 1945 року було проголошено незалежність В'єтнаму та розпочато курс на повномасштабну співпрацю з Японією, а вже 12 березня 1945 року була проголошена В'єтнамська імперія (Viet Nam De Quoc), правителем (імператором) якої став Бао Дай.[1][2]
Беручи участь у такому розвитку подій, Японія формально дотримувалася політики звільнення народів Азії в рамках створення «території взаємного процвітання». Японські війська розпочали роззброєння французьких колоніальних військ у В'єтнамі, а тих, хто чинив опір, відправляли у табори військовополонених. Частина французьких військ відійшла за межі В'єтнаму, а чиновників французької колоніальної адміністрації японці поступово позбавляли владних повноважень.[3]
Влітку 1945 року в новоствореній державі розпочався масовий голод, що розповсюджувався на Ханой та прилеглі території, внаслідок якого загинуло два мільйони мешканців (при населенні у 10 млн.). Це стало причиною масових проявів невдоволення японською окупаційною владою та французькою адміністрацією, що після японської інтервенції мала тут обмежену владу. Ними скористався Хо Ші Мін, поширюючи рух В'єтміня по території країни.
15 серпня 1945 року японський імператор виступив по радіо, оголосивши про капітуляцію у війні. 25 серпня 1945 року режим Бао Дая було повалено, а територію В'єтнамської імперії за рішенням Потсдамської конференції поділено по 16-й паралелі на Північний та Південний В'єтнам під керівництвом відповідно Китаю та Великої Британії.[1][3]

## Географія
Основна стаття: Географія В'єтнаму

## Політичний устрій
З часів заснування В'єтнамської імперії (11-12 березня 1945) й до моменту її ліквідації (25 серпня цього ж року) незмінним правителем держави був нащадок династії Нгуєн Бао Дай, який до цього моменту правив лише на території французького протекторату Аннам, що у центральній частині В'єтнаму.[1][3] За формою правління країна офіційно вважалася імперією, проте насправді це була класична маріонеткова держава, режим якої повністю знаходився у сфері впливу мілітаристської Японії.

## Нотатки
1. ↑  У документах назва вказана як Việt-nam Đế-quốc, тоді як у сучасній в’єтнамській мові це було б Đế quốc Việt Nam
2. ↑  У деяких документах 1945 ця назва вказано китайською та в’єтнамською
3. ↑  Нині загалом ベトナム帝国 (Betonamu Teikoku) японською.
4. ↑  в'єт.: Việt Nam Đế quốc; яп.: Etsunan Teikoku.